# 1976 v dopravě
Tento článek obsahuje seznam událostí souvisejících s dopravou, které proběhly roku 1976.

## Události
- 13. ledna 1976

 Z důvodu špatného stavu trati byl zastaven provoz na úzkorozchodné dráze Frýdlant v Čechách – Heřmanice.
- 16. října 1976

  První dvě dvojdílné elektrické lokomotivy řady E 469.5 (pozdější řada 125.8) vyrobené ve Škodě Plzeň pro ČSD vykonaly technicko-bezpečnostní zkoušku na trati sovětských železnic.
- 28. října 1976

 Na dálnici D1 byly zprovozněny na sebe nenavazující úseky Brno-západ – Brno-centrum o délce 4 km a Velké Meziříčí-západ – Řehořov o délce 12,8 km. Dálnice D1 tak dosáhla směrem od Brna hranic okr. Jihlava.
- 16. prosince 1976

 Byl zahájen elektrický provoz na slovenské širokorozchodné trati v úseku Haniska pri Košiciach – Trebišov.
 Dokončena modernizace a elektrizace tratě Praha – Lysá nad Labem. Osobní železniční dopravu na vytíženém úseku Praha – Nymburk – Kolín tak bylo možné zajistit elektrickými jednotkami.